# Ice Climber
Ice Climber este un joc video publicat de Nintendo și creat de Kazuaki Morita în anul 1985. Personajele principale ale jocului sunt doi alpiniști, băiat și fată, pe numele lor: Popo și Nana. Ice Climber a apărut pentru prima dată în cadrul seriei Nintendo Vs. Series, de pe arcade, apoi pe NES și în cadrul seriei Classic NES, de pe Game Boy Advance. Scopul jocului este acela de a recupera legumele furate de un condor. 
Ice Climber a fost unul dintre cele mai populare jocuri de platformă de pe NES. Cei doi alpiniști au apărut și în 3D, în jocurile Super Smash Bros., alături de alte personaje cunoscute de la Nintendo. Aceștia erau considerați un singur personaj, neputând fi despărțiți. Avantajul constă în faptul că dacă unul dintre cei doi era înfrânt puteai continua lupta cu celălalt. De asemenea, este posibilă deblocarea jocului Ice Climber în jocul Animal Crossing, de pe GameCube.
Popa și Nana au de-a face cu diferiți inamici: niște mici Yeti, urși polari și alții.